# Inspektor Maska
Inspektor Maska je hrvatska humoristična animirana serija snimana 1962. i 1963. u Zagreb filmu. Ima ukupno 13 epizoda koje traju od 7 do 10 minuta. Jedna je od crtanih serija iz Zagrebačke škole crtanog filma koja je i u inozemstvu stekla popularnost.
Radnja se najviše vrti oko ozloglašene gangsterske bande Prehlađenog Joea koja, ovisno o epizodi, vrši pljačke ili otmice značajnih osoba, ali ih u tome sprječava policijski inspektor Maska koji se najčešće prerušava u razne kostime kako bi ih mogao pratiti i na kraju uhvatiti. U nekim epizodama, Inspektor Maska lovi druge, pojedine zločince. Radnja se odvija u nekom američkom velegradu 1960-ih.

## Likovi
- Inspektor Maska - inteligentan je privatni istražitelj koji se uvijek prerušava u razne kostime i stvari kako bi mogao gotovo neometano pratiti zločince, snalažljiv je u svakoj prilici. Prepoznatljiv je po luli koju često drži u ustima i kada je prerušen.
- Prehlađeni Joe - glavni vođa zločinačke bande koji je pridjev prehlađeni dobio zbog svoje česte prehlade te mu je zbog toga nos crvene boje.
- Truli - Pomalo priglup član bande, obožava hranu, nosi žuto-crvenu prugastu odjeću, pretio je, nespretan, naivan, djetinjast.
- Šiza - Najagresivniji je i najluđi član bande koji, kada njemu ili bandi zaprijeti bilo kakva opasnost, počne mahnito pucati iz strojnice, niskog je rasta, ponekad sumnjičav.
- Građanin IM-5 - gotovo neuništiv robot prerušen u građanina programiran za pljačku banaka, jede sav namještaj koji mu se nađe na putu. Njegov vlasnik je Tony Cantara.
- Tony Cantara (ili Toni Kantara) - talijanski zavodnik koji se oženio sa 100 žena koje je odmah poslije vjenčanja hladnokrvno ubijao u svojoj kući. Na kraju se vjenča i istinski zaljubi u, za njega, 101. ženu koja je zapravo Maskin kostim. Koristio je robota Građanina IM-5 za pljačku banke.

## Razvoj serije

### Animacija
- Borivoj Dovniković
- Branislav Nemet
- Milan Blažeković
- Nikola Kostelac
- Vjekoslav Kostanjšek
- Vladimir Hrs
- Zdenko Gašparović
- Zlatko Grgić

### Glazba
- Aleksandar Bubanović
- Davor Kajfeš
- Miljenko Prohaska
- Stipica Kalogjera

### Montaža
- Tea Brunšmid

### Redatelj
- Boris Kolar[1]
- Borivoj Dovniković
- Dragutin Vunak
- Ivo Vrbanić
- Josip Duiella
- Mladen Feman
- Nikola Kostelac
- Pavle Radmiri
- Zlatko Grgić
- Željko Kanceljak

### Scenarij
- Dragutin Vunak
- Srđan Matić
- Vatroslav Mimica
- Vladimir Tadej
- Zlatko Grgić

### Scenografija
- Bogdan Debenjak
- Ismet Voljevica
- Mladen Pejaković
- Pavao Štalter
- Rudolf Borošak
- Srđan Matić

## Popis epizoda
Napomena: epizode su raspoređene prema kronološkom redoslijedu (po godini nastanka).
| Broj | Godina | Naziv epizode (hrvatski)          | Naziv epizode (engleski)   |
| ---- | ------ | --------------------------------- | -------------------------- |
| 1    | 1962.  | Duh u škripcu                     | Ghost In A Squeeze         |
| 2    | 1962.  | Crni sombrero                     | El Cactusito               |
| 3    | 1962.  | Kostur postavlja zamku            | Skeleton Sets The Tramp    |
| 4    | 1962.  | Krađa u luci                      | The 10.000 Ton Robbery     |
| 5    | 1962.  | Lula Mira                         | Calumet                    |
| 6    | 1962.  | Oteti konj                        | The Horsenapping           |
| 7    | 1962.  | Otmica Miss Universum             | The Rape Of Miss Universe  |
| 8    | 1962.  | Sto jedna (101) žena Toni Kantare | Tony's 101 Bride           |
| 9    | 1962.  | Šeikov briljant                   | Sheikh's Jewel             |
| 10   | 1962.  | Građanin IM-5                     | Citizen IM-5               |
| 11   | 1963.  | Obračun u Muzeju voštanih figura  | Headsman Of The Wax Museum |
| 12   | 1963.  | Ole, Torero!                      | Ole, Torero!               |
| 13   | 1963.  | Električna stolica je nestala     | The Runaway Electric Chair |

## Zanimljivosti
- 29. kolovoza 2011., priređena je projekcija ove animirane serije u sklopu zadarskog filmskog festivala Zadar Film Forum.[3]
- Zagrebački fotograf Krešimir Zadravec je svoje fotografske radove iz 2006., pod imenom "Inspektor Maska", posvetio upravo ovoj animiranoj seriji.[4]

## Vanjske poveznice
- Inspektor Maska (popis epizoda) na stranici Zagreb filma  Arhivirana inačica izvorne stranice od 3. srpnja 2016. (Wayback Machine)
- Inspektor Maska na stranici The Big Cartoon Database  Arhivirana inačica izvorne stranice od 20. srpnja 2012. (Wayback Machine)